# موایور-پتیت
موایور-پتیت (به فرانسوی: Moyeuvre-Petite) یک کمون در فرانسه است که در Canton of Moyeuvre-Grande واقع شده‌است.

## خصوصیات
موایور-پتیت ۵٫۴۳ کیلومترمربع مساحت و ۵۶۰ نفر جمعیت دارد و ۲۵۰ متر بالاتر از سطح دریا واقع شده‌است.